# Theodor Scheffauer
Theodor Scheffauer (* 7. Juli 1878 in Schwaz, Tirol; † 20. März 1923 ebenda) war ein österreichischer Politiker der Christlichsozialen Partei (CSP).

## Ausbildung und Beruf
Nach dem Besuch der Volksschule ging er an eine Staatsgewerbeschule (Bauschule) und wurde Holzhändler und Bauführer bei Straßen- und Brückenbauten.

## Politische Funktionen
- 1920–1922: Abgeordneter zum Tiroler Landtag (I. Wahlperiode), Tiroler Volkspartei (TVP), verkündete den Mandatsverzicht in der Sitzung am 14. November 1922

## Politische Mandate
- 30. Mai 1922 bis 20. März 1923: Abgeordneter zum Nationalrat (I. Gesetzgebungsperiode), CSP